# Eumops wilsoni
Eumops wilsoni es una especie de murciélago de la familia Molossidae.

## Distribución geográfica
Se encuentra en Ecuador y Perú.  